# Sædcelle
Sædcellen er den mandlige kønscelle. Sædcellerne dannes i mandens testikler ved sædcelledannelse (også kaldet spermiogenese), og modnes og opbevares i epididymis. En typisk ejakulation indeholder 60-450 millioner sædceller.
Sædcellen er en haploid celle. Den er dannet ved meiose, hvor celledelingerne foregår på en måde hvormed kun det halve af mandens samlede DNA medtages i den nye celle (kønscellen). En kønscelle har altså kun ét sæt af de 22 autosomer og ét kønskromosom – i mandens tilfælde enten X eller Y. Når sædcellen befrugter ægcellen, vil de to halve arvematerialer blive samlet til ét helt, og et nyt unikt væsen er dannet.
Sædcellen består anatomisk af et hoved, et mellemstykke og en hale. Hovedet er ca. 6 gange 3 mikrometer stort, hvilket sammenlignet med ægcellen (som er 145 mikrometer i diameter) er meget lille. Halen, en flagel, bruges til at svømme den lange vej gennem kvindens skede, livmoder og æggeleder og nå ægcellen som cellen har til opgave at befrugte. Når sædceller er i nærheden af ægcellen aktiveres ionkanaler i sædcellen, hvilket ændrer flagellens form så sædcellens fremdrift bliver kraftigere. Det hjælper sædcellen med at mase sig igennem to lag der beskytter ægcellen – først et lag af kumulusceller, og derefter zona pellucida, en barriere bestående af glykoproteiner. I zona pellucida bindes et af glykoproteinerne med et protein i overfladen på sædcellen, hvilket får sædcellen til at åbne sit akrosom og frigøre enzymer, der gør det muligt for sædcellen at smelte sammen med ægcellen. Denne sammensmeltning aktiverer ægcellen, der forhindrer andre sædceller i at smelte sammen med den og samtidig fuldfører det sidste trin af meiosen, som ægcellen har ligget i dvale i.
Kernen fra sædcelle og ægcelle forenes, og dermed dannes en zygote.